# Табулевич, Иосиф Титович
Ио́сиф Ти́тович Табуле́вич (29 марта 1906, Кременчуг — 26 ноября 1994, Обнинск, Калужская область, Россия) — советский государственный деятель. Полковник. Один из главных исполнителей репараций с Германии после Второй мировой войны. Нарком (1943—1946), затем министр коммунального хозяйства УССР (1946—1948). Депутат Верховного Совета УССР (1947—1951). Заместитель директора Физико-энергетического института по общим вопросам и капитальному строительству (1952—1969). Один из первых и ведущих строителей и хозяйственных деятелей Обнинска, получивший неофициальное прозвище Отец города. Почётный гражданин города Обнинска.

## Биография

### Ранние годы
Иосиф Табулевич родился 29 марта 1906 года в семье железнодорожника. Начал работать в 1918 году (с двенадцатилетнего возраста) сначала подённым рабочим на свекловичных плантациях, рабочим у дорожного мастера, а с 1920 года — учеником слесаря и слесарем железнодорожных мастерских депо станции Ромодан, где работал и его отец. В 1920 году вступил в комсомол. Член ВКП (б) с 1926 года.
В 1932 году окончил Днепропетровский строительный институт. Однокурсником Иосифа Табулевича был Пётр Захаров, впоследствии директор Объекта «В» и в течение нескольких лет прямой начальник Табулевича.

### Участие в индустриализации СССР
Был одним из ведущих организаторов строительства Луганского паровозостроительного завода, Днепровского магниевого завода, Коломенского паровозостроительного завода, газопровода Дашава — Киев — Брянск — Москва.
В марте — мае 1939 года — начальник строительного управления Народного комиссариата коммунального хозяйства Украинской ССР, которое строило мост через Днепр в Киеве. С мая 1939 года — заместитель народного комиссара коммунального хозяйства Украинской ССР по строительству. Летом 1940 года введён в состав Хозяйственной совета при Совете Народных Комиссаров УССР.

### В период Великой Отечественной войны
С началом войны на территории СССР был назначен уполномоченным Военного совета Юго-Западного фронта и находился в Ровно. Основной обязанностью Табулевича была организация партизанского движения. Занимался организацией поставок продовольствия, оружия и медицинской помощи в партизанские отряды, лично летая в тыл противника — в том числе на самолётах полка Валентины Гризодубовой. Во время переброски в тыл подпольщиков Донбасса машина Табулевича под Сталинградом подорвалась на мине, но он остался жив.
В октябре 1940—1942 года — начальник Управления трудовых резервов при Совете Народных Комиссаров Украинской ССР.
31 октября 1943 — 11 февраля 1948 — народный комиссар (министр) коммунального хозяйства Украинской ССР.

### Послевоенные годы
С 1947 по 1951 — депутат Верховного Совета УССР (1947—1951).
До конца 1948 года руководил демонтажом немецкого оборудования в Германии для технического переоборудования советской оборонной промышленности. Имел почти неограниченные полномочия и подчинялся напрямую пятерым руководителям — Лаврентию Берии, Борису Ванникову, Вячеславу Малышеву, Михаилу Первухину и Авраамию Завенягину.
В 1948—1952 годах — начальник треста «Киевгазстрой»; начальник строительного управления треста «Укргазнафтобуд».
В 1952 году был назначен заместителем начальника Объекта «В» (позже — заместитель директора Физико-энергетического института) и фактически руководил всем строительством будущего города Обнинска. Первое время выполнял в своём лице функции милиции, суда, прокуратуры и ЗАГСа. Усилиями Табулевича были сохранены многие лесные массивы Обнинска и создан городской парк. Методом «комсомольской стройки» Табулевич построил спортплощадку, летний кинотеатр, танцевальную веранду.
Участвовал в разработке генплана Обнинска, застраивал его первую очередь; участвовал в сооружении Обнинской АЭС. По собственному признанию Табулевича, Обнинск был его самой большой привязанностью.

### Смерть
Иосиф Титович Табулевич умер 26 ноября 1994 года. Он похоронен на Кончаловском кладбище в Обнинске рядом с женой, умершей семью годами ранее.

### Семья
- Жена — Галина Александровна Табулевич (20 апреля 1912 — 19 декабря 1987), советский учитель, заслуженный учитель школы РСФСР (1953). Директор обнинской школы № 1 (1949—1960)[7].
  - Пасынок — Юрий Александрович Борецкий (1935—2003), советский и российский режиссёр, актёр[3][8].
    - Внук — Олег Юрьевич Борецкий (1963—2020), советский и российский режиссёр, продюсер, актёр[9].
      - Правнук — Илья Олегович Борецкий (род. 1996)[9][10].

## Награды и звания
- Орден Ленина
- Орден Красного Знамени
- Два ордена Трудового Красного Знамени
- Орден Знак Почёта
- Премия Совета Министров СССР[6];
- Почётный гражданин города Обнинска[5][6].

## Память
- Табулевич был организатором проектирования и строительства через речку Репинка подвесного моста, ставшего одним из символов Обнинска[11], этот мост среди жителей города назывался Мост Табулевича
- Другие неофициальные топонимы Обнинска, связанные с именем Табулевича, это Аллея Табулевича и Парк Табулевича[3].